# Rita Preuss

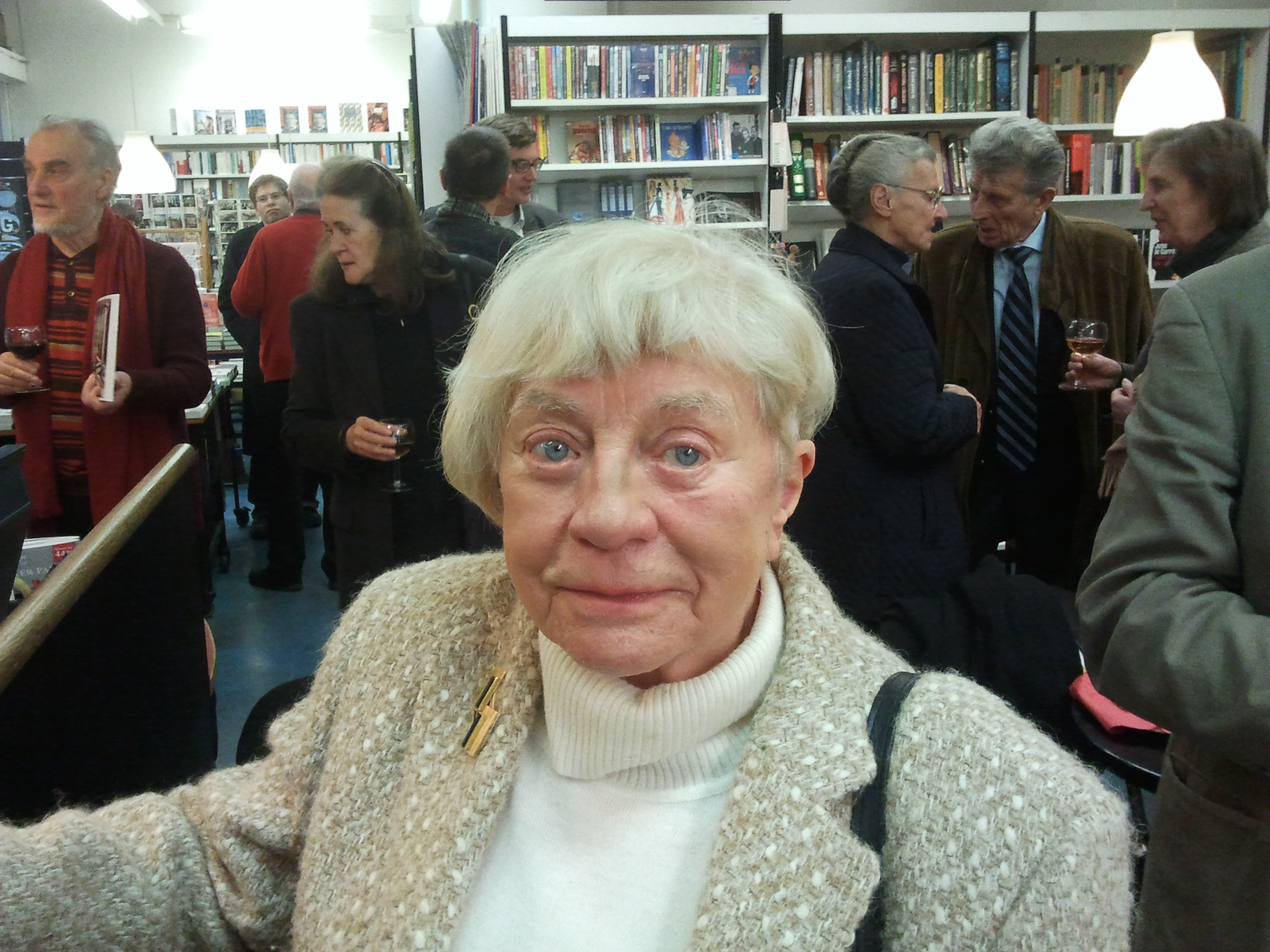
Rita Preuss (2015)

Rita Preuss (* 31. Oktober 1924 in Berlin; † 11. Juni 2016 ebenda) war eine Berliner Malerin.

## Leben und Werk
Aufgewachsen in einem bürgerlich-liberalen, kunstsinnigen Elternhaus im Berliner Stadtteil Charlottenburg, wurden die künstlerische Neigungen von Rita Preuss früh gefördert. Nach dem Abschluss der Schule im Jahr 1940 und dem folgenden obligatorischen sechsmonatigen Reichsarbeitsdienst begann sie eine Lehre, als technische Zeichnerin bei Siemens. Dort übte sie diesen Beruf bis Februar 1945 aus, nebenher malte sie in ihrer Freizeit unter fachlicher Anleitung in der Bildungsstätte des Siemens-Werkes. Außerdem nahm sie Zeichenunterricht, bei dem Bildhauer Max Stopp, der ihr auch, nach ihrem Ausscheiden bei Siemens, für einige Monate eine Stelle als Grafikerin bei einer Werbefirma vermittelte.
Der Besuch einiger bald nach Kriegsende in Berlin veranstalteten Ausstellungen mit Werken zeitgenössischer Maler bestärkte sie in ihrem Vorhaben, Künstlerin zu werden. Nach ihrer erfolgreichen Bewerbung an der Hochschule für bildende Künste (heute Universität der Künste Berlin) in Berlin nahm sie im April 1946 ihr Studium im Bereich Freie Kunst auf. Zu ihren Lehrern zählte der Maler und Designer Maximilian Debus, der unter anderem am Bauhaus studiert hatte, Ernst Fritsch und Willy Robert Huth. Die letzten vier Semester absolviert sie als Meisterschülerin Max Pechsteins. Im März 1952 beendete sie nach sechs Jahren ihr Studium.
Danach versuchte sie unter schwierigen finanziellen Umständen, sich in Berlin als freiberufliche Künstlerin zu etablieren. Nachdem sie bereits im Studium an einigen Gruppenausstellungen beteiligt gewesen war, hatte sie 1954 ihre ersten Einzelausstellungen im Kunsthaus Wilmersdorf und im Kunstamt Schöneberg. Regelmäßig zeigte sie ihre Werke auf der ab 1956 jährlich vom Berliner Senat ausgerichteten Großen Berliner Kunstausstellung. 1959 schloss sie sich der Künstlergruppe „Der Ring“ an, zu der auch Hannah Höch und Erich Fritz Reuter gehörten.
Um ihren Lebensunterhalt zu sichern, führte sie neben ihrer freien Malerei seit 1954 zahlreiche baubezogene Projekte – Wandgemälde, Mosaiken, Reliefs – aus, hauptsächlich für öffentliche Einrichtungen wie Schulen, Turnhallen, Bibliotheken, Wohnheime und Behördensitze. Ihre Auftraggeber waren der Berliner Senat und Ämter der Westberliner Stadtbezirke sowie Privatpersonen. Die meisten dieser Arbeiten entstanden bis zum Ende der der 1970er Jahre, vereinzelt realisierte sie solche, zur „Kunst am Bau“ zählenden Werke noch bis Anfang der 1990er Jahre.
Eine entscheidende Änderung in ihren privaten Lebensverhältnissen, die auch Auswirkungen auf ihre Arbeitsbedingungen als Künstlerin haben sollte, trat im Frühjahr 1962 ein. Um Bilder für eine geplante Ausstellung nach Frankfurt am Main zu bringen, nutzte sie eine Mitfahrgelegenheit, die der Berliner Pelzhändler Bruno Wellmann bot. Die Fahrt endete mit einem Autounfall, in den sie verwickelt wurden; ihre dabei erlitten Verletzungen hatten für beide einen längeren Krankenhausaufenthalt zur Folge. In dieser Zeit kamen sie einander näher, 1964 heiraten sie in Berlin und lebten seither und der kantstraße, nahe dem Savignyplatz. Durch die Ehe mit dem wohlhabenden Bruno Wellmann von finanziellen Sorgen befreit, konnte sie sich wieder intensiver eigenen Malprojekten widmen, betätigt sich aber auch weiter im Bereich der angewandten Kunst. Vom Ende der 1950er bis in die 1980er Jahre unternahm sie häufig reisen, die sie unter anderem nach Großbritannien, Frankreich, Italien, Spanien, Marokko, nach Madeira und auf die Kanaren führten. Rita Preuss nutzte diese Exkursionen nicht zuletzt als Studienreisen, um Eindrücke zu sammeln und Skizzen anzufertigen, die sie dann später in ihrem Atelier in Ölgemälde verarbeitete, auch im Bayerischer Wald, wo sie und der Ehemann 1965 einen Einödhof gekauft hatten, hielt sie sich regelmäßig auf und schuf dort Bilder von Landschaften, Naturansichten und Situationen aus dem Alltag. In den 2000er Jahren kamen jährliche Reisen an die Ostsee, bevorzugt nach Rügen, hinzu. Lebensmittelpunkt und thematischer Schwerpunkt ihrer künstlerischen Produktion, blieb aber Berlin.
Rita Preuss war in mehreren Künstler- bzw. Künstlerinnenvereinen aktiv. Bereits 1952 trat sie in den Berufsverband Bildende Künstler Berlin ein, von 1976 bis 2002, war sie Mitglied in der GEDOK (Gemeinschaft deutscher und österreichischer Künstlerinnen und Kunstfreundinnen). 1985 trat sie dem Verein der Berliner Künstlerinnen 1867 e.V. bei und nahm ab 1986 an dessen Ausstellungen teil. Im Jahr darauf wurde sie in den Vorstand berufen. Von 1990 bis 2010 amtierte sie als zweite Vorsitzende des Vereins, 2011 wurde sie zur ersten Vorsitzende gewählt. Als solche hatte sie maßgeblichen Anteil daran, dass das umfangreiche Archiv des 1867 gegründeten Vereins in die Obhut der Berliner Akademie der Künste gelangte. 1969 schloss sie sich dem Künstlersonderbund Deutschland an. Im Jahr 2000 wurde ihr der renommierte Hannah-Höch-Preis des Landes Berlin für ihr Lebenswerk verliehen.
Das Oeuvre von Rita Preuss umfasst klassische Portraits, Selbstbildnisse, s.g. Menschenbilder, Stillleben, Interieurs, Stadtansichten, Landschaftsdarstellung, nicht zu vergessen, Wandbilder und andere, bereits erwähnte Beispiel der angewandten Kunst. Ebenso zahlreich sind die von der Künstlerin eingesetzten künstlerischen Techniken: sie malte vor allem Ölbilder, aber auch Aquarelle und Gouachen, fertigte Tuschezeichnung stellte Mosaiken wie Gipsschnitte her.
Was die grundsätzliche, künstlerische Verfahrensweise von Rita Preuß betrifft, wurde sie zumeist zu den Vertreterinnen einer realistisch  -gegenständliche Malerei, gezählt – eine durchaus prekäre Zuordnung, die ihr Ansehen in manchen Teilen der Kunstszene nicht unbedingt gesteigert hat. Denn in den Jahrzehnten nach dem Ende des Zweiten Weltkriegs war in der Kunst Westeuropas und Nordamerikas, die abstrakte Malerei in ihren verschiedenen Ausformungen maßgebend. Rita Preuß ließ sich von solchen strikten Entgegensetzungen nicht beeindrucken und auch nicht auf eine Position festlegen. Ihre Vorgehensweise beschrieb sie in einem Gespräch mit dem Kunsthistoriker Dominik Bartmann so: „Ich wollte eine Form finden, in der sich das abstrakte mit dem realistischen verbindet. Insofern hat der Kubismus für den Kompositionsaufbau eine Rolle für mich gespielt. Ich fange sehr realistisch an, und dann dezimiere ich und dann merke ich plötzlich: Da mußt Du hin“ (Zit. Nach Dominik Bartmann: Die Dinge des Lebens, in: Rita Preuss, Gemälde 1954–2004. Die Dinge des Lebens. Hg. Von Dominik Bartmann. Berlin 2004, S. 12). Für sie war das Malen immer ein Prozess, in dem das gegenständliche lediglich einen Ausgangspunkt darstellt, von dem sie sich abstößt, um in der Bildfindung zu einem vorher nicht absehbaren – und auch nicht eindeutig formulierbaren – Ziel zu gelangen.
In der zweiten Hälfte der 1990er begann Rita Preuss eine Reihe von Gemäldezyklen. Zu ihnen gehören die große, 25 Einzelbilder umfassende Serie zu Viktoria von Preußen, die mit der Biografie der Mutter von Kaiser Wilhelm II verknüpfte Orte in Berlin und Potsdam wie das Schloss Babelsberg und den Park Sanssouci darstellt, sowie die in den 2010er Jahren entstandenen Stadtansichten von Berlin. Letztere zeigen neben bekannten Architektur-Highlights der Hauptstadt – darunter einige neu errichtete Bauwerke wie die Parlamentsgebäude am Spreebogen oder der s.g.o Pei-Bau des Deutschen Historischen Museums – auch Szenen des Alltagslebens am in der Nähe der Wohnung von Rita Preuss gelegenen Savignyplatz. Großformatige Bilder von dem Charlottenburger Blockplatz mit Grünanlage voll endete die Künstlerin noch in den Jahren 2014 und 2015. Sie starb, nahezu völlig erblindet, 91-jährig am 11. Juni 2016.
Die Künstlerin gründete 2013 die Rita-Preuss-Stiftung. Ihr Zweck ist neben der Erhaltung und Pflege des künstlerischen Werkes von Rita Preuss, auch allgemein „die Förderung von Kunst und Kultur sowie von Wissenschaft und Forschung im Bereich der bildenden Kunst“. Die Stiftung hat ihren Sitz in Hohen Neuendorf (Bundesland Brandenburg). Der Vorstand hat drei Mitglieder.

## Ausstellungen
- Seit 1950 regelmäßige Teilnahmen, unter anderem von Berliner Kunstämtern veranstalteten Weihnachtsverkaufsausstellungen, an den Juryfreien Kunstausstellungen Berlin, den Großen Berliner Kunstausstellungen in den Ausstellungshallen am Funkturm (ab 1956), an den Freien Berliner Kunstausstellungen, an Jahresausstellungen der GEDOK Berlin, Ausstellung des Künstlersonderbundes in Deutschland sowie an den diversen Ausstellungen des Vereins der Berliner Künstlerin 1867 e.V.
- 1954 Kunstamt Berlin-Wilmersdorf, 1959 Rita Preuss.
- 1059 Rita Preuss. Galerie Wolfgang Gurlitt, München.
- 1986 Rita Preuss. Bilder 1956–1986. Galerie Taube, Berlin.
- 2000 Rita Preuss. Hannah-Höch-Preis 2000. Berliner Lapidarium
- 2004 Rita Preuss. Gemälde 1954–2004. Die Dinge des Lebens. Museum Nikolaikirche, Berlin
- 2005 Rita Preuss Gemäldezyklus „Victoria von Preußen“ im Schloss Callenberg in Coburg
- 2009 Rita Preuss zum 85. Geburtstag, Ephraim-Palais, Berlin
- 2010 Rita Preuss. Stillleben. arsprototo. Galerie für zeitgenössische Kunst, Erlangen
- 2014 Rita Preuss. Berlin ist meine Mitte im Willy-Brandt-Haus, Berlin
- 2015 Rita Preuss. Zeichnungen 1956–1982.   Büchergilde Gutenberg – Buchhandlung am Wittenbergplatz, Berlin
- 2016 Rita Preuss. Im Porträt. Meisterschülerin von Max Pechstein im Max-Pechstein-Museum, Zwickau[2] Kunstsammlungen Zwickau, Zwickau